# Дзуффи, Стефано
Стефано Дзуффи (итал. Stefano Zuffi; 24 мая 1961, Милан) — итальянский историк искусства.

## Биография
Дзуффи — уроженец Милана (Ломбардия). Окончив Государственный институт Милана (Statale di Milano), он стал автором многих публикаций, связанных с историей искусства, в особенности эпохи итальянского Возрождения и барокко. Стефано Дзуффи работал консультантом редакции издательства «Electa» в Милане, отвечая за несколько успешных серий популярных изданий, таких как «Artbook», а с 2002 года — словарей по искусству.
Среди его публикаций — монография об Альбрехте Дюрере, «Большой атлас живописи» (Grande Atlante della Pittura) издательства «Electa» и эссе «Возрождение» (Rinascimento) издательства «Mondadori». Переведенные на несколько языков, они достигли тиража более полутора миллионов экземпляров, проданных по всему миру.
Стефано Дзуффи участвовал в популярных передачах миланского телевидения, итальянского швейцарского радио, вёл рубрику, посвященную искусству и обзору художественных выставок.
Дзуффи — консультант Ассоциации «Друзья Галереи Брера» (Amici di Brera), он является президентом Ассоциации «Друзья музея Польди Пеццоли» (Amici del Poldi Pezzoli), куратором Пинакотеки Франческо Подести в Анконе.

## Основные публикации
- Эпизоды и персонажи Евангелия (Episodi e personaggi del Vangelo, Milano/Roma, Electa/Gruppo editoriale L’Espresso) 2004
- История искусства (La storia dell’arte, Electa/La biblioteca di Repubblica) 2006
- Книга по искусству (ArtBook, Electa/Il Giornale) 2005
- Цвета в искусстве (I colori nell’arte, Milano, Rizzoli) 2012